# بوصير شجيري
البوصير الشجيري (باللاتينية: Verbascum fruticulosum) نوع نباتي يتبع جنس البوصير من الفصيلة الغدبية.

## الموئل والانتشار
موطنه بلاد الشام وسيناء.